# 5 июня
5 июня — 156-й день года (157-й в високосные годы) по григорианскому календарю.
До конца года остаётся 209 дней.
До 15 октября 1582 года — 5 июня по юлианскому календарю, с 15 октября 1582 года — 5 июня по григорианскому календарю.
В XX и XXI веках соответствует 23 мая по юлианскому календарю.

## Праздники и памятные дни
См. также: Категория:Праздники 5 июня

### Международные
- ООН (ЮНЕП) — Всемирный день окружающей среды (с 1972)
- ООН — Международный день борьбы с незаконным, несообщаемым и нерегулируемым рыбным промыслом[2] (с 2018)

### Национальные
- Россия:
  - День образования полиции (1718)
  - День создания государственной службы карантина растений (1931)
  - День эколога (2007)
- Азербайджан — День мелиоратора / День работников водного хозяйства и мелиорации (2007)
- Беларусь — День памяти Евфросинии Полоцкой
- Дания:
  - День Конституции (1849)
  - День Отца[3]
- Казахстан — День эколога
- Сейшельские Острова — День освобождения (годовщина свержения президента Мэнчема в 1977)

### Религиозные
Православие
- память преподобного Михаила исповедника, епископа Синадского (Фригийского) (821)
- память преподобномученика Михаила Савваита черноризца (IX)[6]
- память мученика и страстотерпца, князя Игоря Ольговича (1147)[7].
- обретение мощей святителя Леонтия, епископа Ростовского (1164)
- память преподобной Евфросинии, игуменьи Полоцкой (1173)
- память преподобного Паисия Галичского, архимандрита (1460)
- Собор Ростово-Ярославских святых (1964)
- обретение мощей мучениц Евдокии Шейковой, Дарии Тимагиной, Дарии Улыбиной и Марии Неизвестной (2001)

### Именины
- Католические: Валерия, Вонифатий.
- Православные: Адриан, Александр, Андрей, Василий, Геннадий, Даниил, Дмитрий, Евфросиния, Иван, Игнат, Касьян, Константин, Михаил, Никита, Пётр, Роман, Фёдор, Яков.

## События
См. также: Категория:События 5 июня

### До XVIII века
- 754 — толпой немецких язычников убит английский христианский проповедник, один из крестителей Германии Бонифаций, ставший одним из самых почитаемых христианских святых.
- 1224 — основан Неаполитанский университет имени Фридриха II.
- 1284 — Война Сицилийской вечерни: произошло Неаполитанское морское сражение.
- 1455 — поэт Франсуа Вийон при попытке ограбления церкви в стычке смертельно ранил священника и был изгнан из Парижа.
- 1465 — в ходе противостояния между королём Энрике IV и знатью, произошёл Авильский фарс — знать формально низложила Энрике и выбрала себе королём его брата Альфонсо, под именем Альфонсо XII.
- 1650 — Ерофей Павлович Хабаров вернулся в Якутск из своего первого похода на Амур с чертежом Даурской земли, который был отправлен в Москву и стал одним из основных источников при создании карт Сибири в 1667 и 1672 году.

### XVIII век
- 1706 — в Москве открыт военный госпиталь, первое в России государственное лечебное учреждение. Ныне это Главный военный клинический госпиталь имени Н. Н. Бурденко.
- 1727 — состоялась торжественная церемония помолвки 12-летнего императора Петра II с 16-летней Марией Меншиковой, дочерью светлейшего князя Александра Даниловича Меншикова.
- 1744 — в Петербурге основана Порцелиновая мануфактура — первое в России и одно из старейших в Европе фарфоровых производств. [источник?]
- 1783 — французские изобретатели братья Монгольфье в родном городке Анноне запустили на высоту 500 м первый в мире тепловой аэростат (воздушный шар; по другим данным, 4 июня[8]).
- 1798 — в ходе Ирландского восстания 1798 года произошла битва при Нью-Россе[англ.], закончившаяся победой англичан.
- 1799 — немецкий естествоиспытатель Александр фон Гумбольдт вместе с французским ботаником Э. Бонпланом начали путешествие по Центральной и Южной Америке. Материалы экспедиции вошли в 30-томное «Путешествие в равноденственные области Нового Света в 1799—1804 гг.» (русский перевод, тт. 1-3, 1963—1969 гг.), в книгу «Картины природы» (1808; русский перевод 1855 и 1959).

### XIX век
- 1806 — Людовик Бонапарт провозгласил создание Голландского королевства.
- 1832 — в Париже началось Июньское восстание республиканцев.
- 1849 — Дания провозглашена конституционной монархией, учреждён двухпалатный парламент, формируемый на основе всеобщих выборов. Позже в Конституцию Дании будут внесены поправки, последние в 1953, когда будет упразднена верхняя палата парламента и принят закон о праве наследования престола по женской линии.
- 1862 — Первая франко-вьетнамская война: подписан Сайгонский договор.
- 1869 — заложен первый в мире брустверно-башенный корабль — броненосец «Крейсер» (позднее — «Пётр Великий»)[9]
- 1870 — от непотушенной папиросы сгорел Тучков мост.
- 1873 — под нажимом Англии закрыт Занзибарский рынок рабов, самый большой в мире.
- 1876 — проведено первое заседание Верховного суда Канады.
- 1881 — основано Русское хирургическое общество им. Н. И. Пирогова
- 1883 — «Восточный экспресс» отправился в первый регулярный рейс с Восточного вокзала Парижа.
- 1897 — на верфи «Новое Адмиралтейство» в Санкт-Петербурге под руководством Константина Токаревского начато строительство крейсера «Аврора».

### XX век
- 1909
  - На Знаменской площади Петербурга открыт памятник Александру III.
  - Первые национальные состязания по воздухоплаванию, проведённые в США, выиграли Джон Берри (John Berry) и Пол Маккулаф (Paul McCullough). Покрытое ими расстояние составило 608 км.
- 1910
  - Во Францию возвратились участники второй антарктической экспедиции под руководством Жана-Батиста Шарко.
  - Первый в России полёт на самолёте отечественной конструкции совершил в Киеве его создатель профессор политехнического института князь А. С. Кудашев. Через 11 дней там же поднял в воздух свой самолёт студент И. И. Сикорский, а 19 июня в Гатчине на самолёте конструкции инженера Я. М. Гаккеля взлетел В. Ф. Булгаков.
- 1912 — морская пехота США высадилась на Кубе.
- 1916 — на следующий день после начала наступления на вспомогательных направлениях Тарнополь (совр. Тернополь) и Черновицы (Черновцы) командующий Юго-Западным фронтом генерал А. А. Брусилов нанёс главный удар в направлении Луцка силами 8-й армии под командованием А. М. Каледина.
- 1929 — Совет труда и обороны принял постановление о повсеместной организации машинно-тракторных станций (МТС).
- 1934 — в Кремле героев-челюскинцев чествовали Сталин, Каганович, Жданов, Ягода.
- 1940
  - В США продемонстрированы первые шины из синтетической резины.
  - В Канаде запрещена деятельность 16 организаций, включая фашистов и коммунистов.
- 1945 — военачальники союзных держав Жуков, Эйзенхауэр, Монтгомери и Латр де Тассиньи подписали в Берлине Декларацию о поражении Германии и принятии верховной власти там правительствами СССР, США, Великобритании и Франции. Разделение Берлина на оккупационные зоны.
- 1947 — госсекретарь США Джордж Маршалл произнёс речь в Гарвардском университете, в которой изложил программу помощи послевоенной Европе, позже получившей название «план Маршалла».
- 1950 — Президент США Трумэн подписал закон о выделении 3,121 миллиарда долларов на американскую помощь иностранным государствам (включая план Маршалла).
- 1953 — сенат США отверг членство Китайской Народной Республики в ООН.
- 1954 — открылся Московский театр эстрады[10].
- 1957
  - Атомные ведомства Великобритании и США договорились об обмене информацией.
  - Исследователь наркотиков доктор Герберт Бергер (Herbert Berger) предлагает АМА проверять атлетов на допинг.
- 1965
  - Оксфордский университет присудил почётную степень доктора литературы «величайшему из современных русских стихотворцев — 76-летней Анне Ахматовой, чья поэзия и собственная судьба отразили судьбы русского народа» — так писали в английской печати.
  - Арестована подруга Исабело Майорна, главаря пиратов, напавших на «Донью Паситу».
- 1966 — третий в истории выход человека в открытый космос (американский астронавт Юджин Сернан).
- 1967 — на Ближнем Востоке началась Шестидневная арабо-израильская война.
- 1968 — после победы на первичных президентских выборах в Калифорнии смертельно ранен сенатор Роберт Кеннеди, скончавшийся на следующие сутки. Также в ходе перестрелки пострадали ещё пятеро человек. Убийца Серхан Бишара Серхан был сразу же схвачен.
- 1969 — открылось Московское совещание коммунистических и рабочих партий.
- 1970 — Тонга сменила статус британского протектората на независимость (оставаясь в Содружестве наций).
- 1975 — Суэцкий канал вновь открыт после 8-летнего закрытия.
- 1977 — в продаже появился первый персональный компьютер Apple II.
- 1981 — учёными американского Центра по контролю заболеваний был открыт и впервые описан вирус иммунодефицита человека.
- 1983 — катастрофа теплохода «Александр Суворов» в Ульяновске. Погибло 176 человек.
- 1984 — индийская армия начала операцию «Голубая звезда» против сикхских экстремистов в Золотом храме Амритсара.
- 1988 — в Русской православной церкви начались праздничные богослужения, посвящённые тысячелетию христианства на Руси.
- 1989 — 17-летний Майкл Чанг в 4-м круге Открытого чемпионата Франции по теннису выиграл знаменитый матч у первой ракетки мира Ивана Лендла (4-6 4-6 6-3 6-3 6-3).
- 1991
  - в Осло с Нобелевской речью выступил Михаил Горбачёв.
  - Гражданами Молдовы признаны проживавшие там до 1940 года.
- 1993
  - В Москве открылось конституционное совещание.
  - 5—6 июня в Латвии прошли выборы в V Сейм. Предыдущий был распущен Карлисом Улманисом в 1934 году.
- 1998 — запущен Open Directory Project.
- 1999 — футбольный матч Франция — Россия: в отборочном матче Евро-2000 россияне сенсационно обыграли чемпионов мира на «Стад де Франс» со счётом 3:2.
- 2000
  - Число жертв землетрясения в Индонезии превысило 50 человек.
  - Наблюдалась активность вулкана Этна — самого крупного в Европе.

### XXI век
- 2001 — во Франции одобрен законопроект, который даёт возможность государству контролировать деятельность религиозных сект.
- 2006 — Сербия провозгласила независимость. Государственный союз Сербии и Черногории окончательно ликвидирован.
- 2009 — суд Калифорнии вынес смертный приговор Реймонду Ли Ойлеру, совершившему 20 поджогов лесов (число погибших из-за пожаров 5)[11].
- 2010
  - Специалисты НАСА предположили, что американская автоматическая межпланетная станция «Кассини» обнаружила на спутнике Сатурна Титане признаки жизни[12][13].
  - В Португалии вступил в силу закон об однополых браках.
- 2016 — теракт в Актобе (Казахстан): 7 человек погибли, 38 человек ранены, 13 террористов были уничтожены.
- 2017 — Бахрейн, Саудовская Аравия, Объединённые Арабские Эмираты, Египет, Йемен, Ливия и Мальдивы разорвали дипломатические отношения с Катаром.
- 2022 — конституционный референдум в Казахстане[14].
- 2025 — выход игровой системы Nintendo Switch 2.

## Родились
См. также: Категория:Родившиеся 5 июня

### До XIX века
- 1699 — князь Никита Трубецкой (ум. 1767), российский военный и государственный деятель.
- 1718 — Томас Чиппендейл (ум. 1779), английский мебельщик, создатель уникальной мебели стиля рококо.
- 1723 — Адам Смит (ум. 1790), английский экономист и философ.
- 1769 — Эдвард Дэниэл Кларк (ум. 1822), английский путешественник и писатель.
- 1798 — Алексей Львов (ум. 1870), генерал, скрипач и композитор, автор гимна Российской Империи «Боже, царя храни!»

### XIX век
- 1804 — Роберт Герман Шомбург (ум. 1865), немецкий исследователь на службе Великобритании, географ, этнограф, ботаник.
- 1805 — Пётр Клодт (ум. 1867), российский скульптор и литейный мастер, представитель позднего классицизма.
- 1814 — Адольф фон Глюмер (ум. 1896), прусский генерал, почётный гражданин Фрайбурга.
- 1819 — Джон Кауч Адамс (ум. 1892), английский астроном и математик.
- 1846 — Антон Будилович (ум. 1908), русский филолог, славист, публицист, популяризатор славянофильства.
- 1850 — Пэт Гарретт (убит в 1908), американский шериф, застреливший знаменитого бандита Билли Кида.
- 1854 — Юрий Пэн (ум. 1937), еврейский живописец, основавший в родном Витебске первую в Беларуси художественную студию, учитель Марка Шагала.
- 1878 — Панчо Вилья (урожд. Хосе Доротео Аранго Арамбула; убит в 1923), руководитель крестьян в годы Мексиканской революции.
- 1883 — лорд Джон Мейнард Кейнс (ум. 1946), английский экономист и политический деятель, основатель кейнсианства.
- 1884 — Бернхард Гёцке (ум. 1964), немецкий киноактёр.
- 1887 — Рут Бенедикт (ум. 1948), американский философ, культуролог и социолог, доктор философии.
- 1894 — Рой Герберт Томсон (ум. 1976), канадский медиамагнат, основатель Thomson Corporation.
- 1896 — Михаил Алексеев (ум. 1981), советский литературовед и фольклорист, академик, исследователь связей русской и зарубежных литератур.
- 1898 — Федерико Гарсиа Лорка (расстрелян в 1936), испанский поэт и драматург.
- 1900 — Деннис Габор (ум. 1979), английский физик венгерского происхождения, основоположник голографии, лауреат Нобелевской премии (1971).

### XX век
- 1907 — Рудольф Пайерлс (ум. 1995), английский физик, один из создателей американской атомной бомбы.
- 1908 — Микаил Мушфиг (наст. фамилия Исмаилзаде; расстрелян в 1939), азербайджанский поэт.
- 1919 — Ричард Скарри (ум. 1994), американский детский писатель и иллюстратор.
- 1925 — Бой Гоберт (ум. 1986), немецкий и австрийский актёр театра и кино, театральный режиссёр.
- 1928 — Тони Ричардсон (полн.имя Сесил Антонио Ричардсон; ум. 1991), английский кинорежиссёр, сценарист и продюсер, лауреат премий «Оскар» и BAFTA.
- 1930
  - Владимир Попов (ум. 1987), советский художник и режиссёр мультипликационного кино.
  - Николай Сидельников (ум. 1992), композитор, профессор Московской консерватории, народный артист РСФСР.
- 1931 — Жак Деми (ум. 1990), французский кинорежиссёр и сценарист.
- 1933 — Велимир Живоинович (ум. 2016), югославский и сербский киноактёр.
- 1934 — Искандер Хамраев (ум. 2009), советский и российский кинорежиссёр и сценарист.
- 1935 — Кахи Кавсадзе (ум. 2021), советский и грузинский актёр театра и кино.
- 1939 — Маргарет Дрэббл, английская писательница, драматург.
- 1940 — Имре Комора (ум. 2024), венгерский футболист, полузащитник, тренер; олимпийский чемпион (1964).
- 1941
  - Марта Аргерих, аргентинская пианистка, обладательница «Грэмми».
  - Барбара Брыльска, польская актриса театра и кино, лауреат Государственной премии СССР (1977).
  - Леонид Костюк, артист и режиссёр цирка, педагог, народный артист РСФСР.
  - Барбара Фришмут (р. 2025), австрийская писательница и переводчик.
  - Йермунн Эгген (ум. 2019), норвежский лыжник, трёхкратный чемпион мира (1966).
- 1946 — Стефания Сандрелли, итальянская киноактриса.
- 1950 — Татьяна Покровская, главный тренер сборной России по синхронному плаванию (с 1998 года). Герой Труда (2014).
- 1951 — Юрий Вяземский, российский писатель, телеведущий, профессор МГИМО.
- 1953 — Кэтлин Кеннеди, американский кинопродюсер.
- 1956 — Кенни Джи (настоящее имя Кеннет Горелик), американский саксофонист.
- 1961 — Карен Кавалерян, советский и российский поэт, драматург, поэт-песенник.
- 1966 — Марат Романов, российский кёрлингист, трёхкратный чемпион мира.
- 1967
  - Елена Воробей (наст. фамилия Лебенбаум), российская актриса эстрады, кино и телевидения, пародистка.
  - Валдис Пельш, российский музыкант, шоумен, телеведущий, режиссёр и продюсер.
- 1971 — Марк Уолберг, американский киноактёр, фотомодель и певец.
- 1985 — Рубен де ла Ред, испанский футболист, чемпион Европы (2008).
- 1990 — Радко Гудас, чешский хоккеист, защитник; чемпион мира (2024).
- 1991 — Мартин Брейтуэйт, датский футболист.
- 1992 — Эмили Сибом, австралийская пловчиха, трёхкратная олимпийская чемпионка, 5-кратная чемпионка мира.
- 1996 — Влад А4 (наст. имя Владислав Бумага), белорусский видеоблогер и певец.
- 1998 — Юлия Липницкая, российская фигуристка, олимпийская чемпионка (2014), чемпионка Европы.

## Скончались
См. также: Категория:Умершие 5 июня

### До XIX века
- 300 — Сыма Лунь (р.240), бывший император-узурпатор Западной Цзинь (3 февраля — 30 мая 301).
- 1316 — Людовик X Сварливый (р.1289), король Франции (1314—1316).
- 1625 — Орландо Гиббонс (р.1583), английский органист и композитор.
- 1640 — Фридрих Хортледер (р.1579), немецкий историк, педагог и политический деятель.

### XIX век
- 1816 — Джованни Паизиелло (р.1741), итальянский композитор.
- 1826 — Вебер, Карл Мария фон (р.1786), немецкий композитор, дирижёр, музыкальный критик.
- 1864 — погиб Уильям Эдмондсон Джонс (р.1824), американский генерал, участник Гражданской войны на стороне армии Юга.
- 1880 — Якоб Ян Кремер (р.1827), нидерландский писатель и художник.
- 1887 — Иван Романович Пастернацкий (р.1848), российский психиатр и педагог; профессор Варшавского университета; доктор медицины[15].
- 1900 — Стивен Крейн (р.1871), американский писатель-пацифист.

### XX век
- 1906 — Эдуард фон Гартман (р.1842), немецкий философ.
- 1910 — О.Генри (р.1862), американский писатель.
- 1916
  - Гораций Герберт Китченер (р.1850), английский фельдмаршал, граф.
  - Анри Годье-Бжеска (р.1891), французский скульптор.
- 1921 — Жорж Фейдо (р.1862), французский драматург.
- 1923 — Георг Хендрик Брейтнер (р.1857), голландский художник и фотограф.
- 1953 — Роланд Янг (р.1887), американский актёр, номинант на премию «Оскар».
- 1965 — Элинор Фарджон (р.1881), английская писательница.
- 1975
  - Вирский Павел Павлович (р.1905), украинский танцовщик и хореограф, народный артист СССР
  - Пауль Керес (р.1916), эстонский шахматист
- 1977 — Слепой Джон Эстес (наст.имя Джон Адам Эстес) (р.1899), американский блюзовый музыкант.
- 1983 — Курт Танк (р.1898), немецкий авиационный конструктор, лётчик-испытатель
- 1990
  - Василий Кузнецов (р.1901), дипломат, 1-й заместитель председателя Президиума Верховного Совета СССР.
  - Валерий Федосов (р.1941), советский кинооператор.
- 1997 — Ирина Метлицкая (р.1961), советская и российская актриса театра и кино.

### XXI век
- 2002 — Ди Ди Рамон (р.1951), американский басист и автор песен, наиболее известный благодаря участию в панк-рок-группе «Ramones».
- 2004 — Рональд Рейган (р.1911), 40-й президент США.
- 2008 — Герасимов Иван Александрович (р.1921), генерал СССР, депутат ВР VI созыва от КПУ
- 2009 — Борис Покровский (р.1912), оперный режиссёр, педагог, народный артист СССР.
- 2011 — Юлия Белянчикова (р.1940), заслуженный врач РСФСР, ведущая телепрограммы «Здоровье».
- 2012
  - Рэй Брэдбери (р.1920), американский писатель-фантаст.
  - Вячеслав Глазычев (р.1940), советский и российский учёный и общественный деятель.
- 2016 — Алексей Жарков (р.1948), актёр театра и кино, народный артист России.
- 2022 — Алек Джон Сач (р.1951), американский рок-музыкант.
- 2024 — Акира Эндо (р. 1933), японский учёный-биохимик. Лауреат многих престижных премий.
- 2025
  - Анна Жёлудь (настоящее имя Анна Андреевна Желудковская; р. 1981), российская художница.
  - Александр Калинин (р. 1944), советский и российский тренер по конькобежному спорту, заслуженный тренер СССР.
  - Эдгар Лунгу (р. 1956), замбийский государственный и политический деятель, бывший министр внутренних дел, обороны и юстиции, президент Замбии (2015 —  2021).

## Приметы
Леонтий Конопляник / Левон Огуречник
- На Леонтия сажают последние огурцы (Московская губерния). Массовое появление оводов — к урожаю огурцов[16].
- Лучший срок посева конопли. Коноплю в поле сей и на рябину гляди — коли цвет в круги, и конопли долги.